# Sobkovice
Sobkovice (v místním nářečí Sobkojce, německy Sobkowitz) jsou obec v okrese Ústí nad Orlicí v Pardubickém kraji. Je to roztroušená horská ves v Orlických horách, ležící v jižním zakončení Pastvinské vrchoviny na Faltusově kopci. Z horní části obce je možné dohlédnout až do sousedního Polska (Czarna Góra v masivu Králického Sněžníku). Žije zde 261 obyvatel.

## Historie
První písemná zmínka o obci pochází z roku 1543.

## Obyvatelstvo
| Rok            | 1869 | 1880 | 1890 | 1900 | 1910 | 1921 | 1930 | 1950 | 1961 | 1970 | 1980 | 1991 | 2001 | 2011 | 2021 |
| -------------- | ---- | ---- | ---- | ---- | ---- | ---- | ---- | ---- | ---- | ---- | ---- | ---- | ---- | ---- | ---- |
| Počet obyvatel | 558  | 618  | 563  | 522  | 542  | 538  | 477  | 349  | 338  | 299  | 264  | 246  | 232  | 250  | 226  |
| Počet domů     | 93   | 97   | 98   | 102  | 101  | 102  | 104  | 98   | 99   | 89   | 79   | 93   | 120  | 128  | 133  |

## Obecní správa
Mezi lety 1869–1976 Sobkovice byly obcí v okrese Žamberk (1869–1950) a později v okrese Ústí nad Orlicí. Od 30. dubna 1976 do 23. listopadu 1990 patřily jako část města k Jablonnému nad Orlicí a od 24. listopadu 1990 jsou opět samostatnou obcí.

### Obecní symboly
Znak a vlajka byly obci uděleny rozhodnutím předsedy Poslanecké sněmovny Parlamentu České republiky dne 18. listopadu 1998.

## Pamětihodnosti
- Kostel svatého Prokopa, pozdně barokní filiální kostel z roku 1774

## Fotogalerie

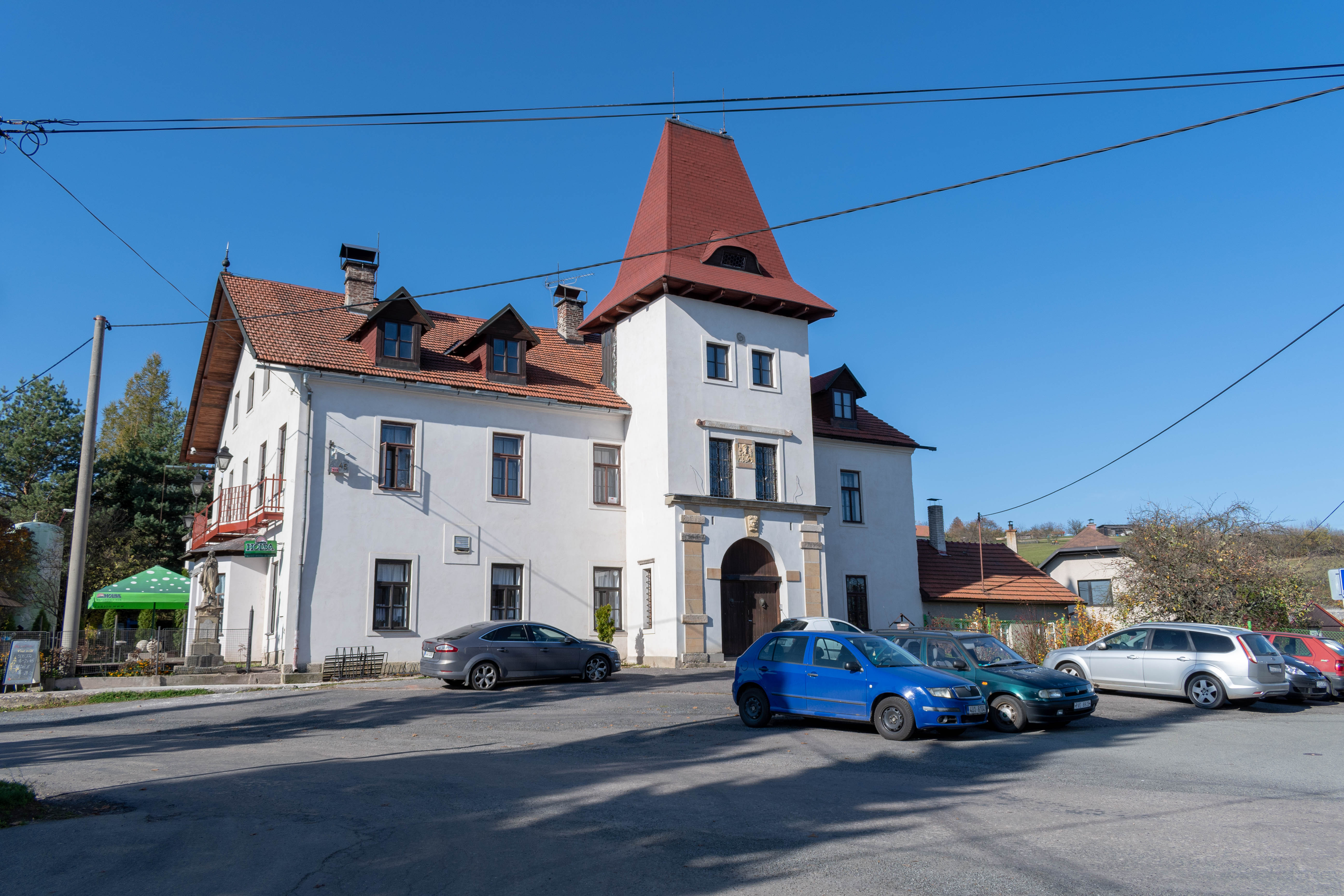
Dům čp. 45
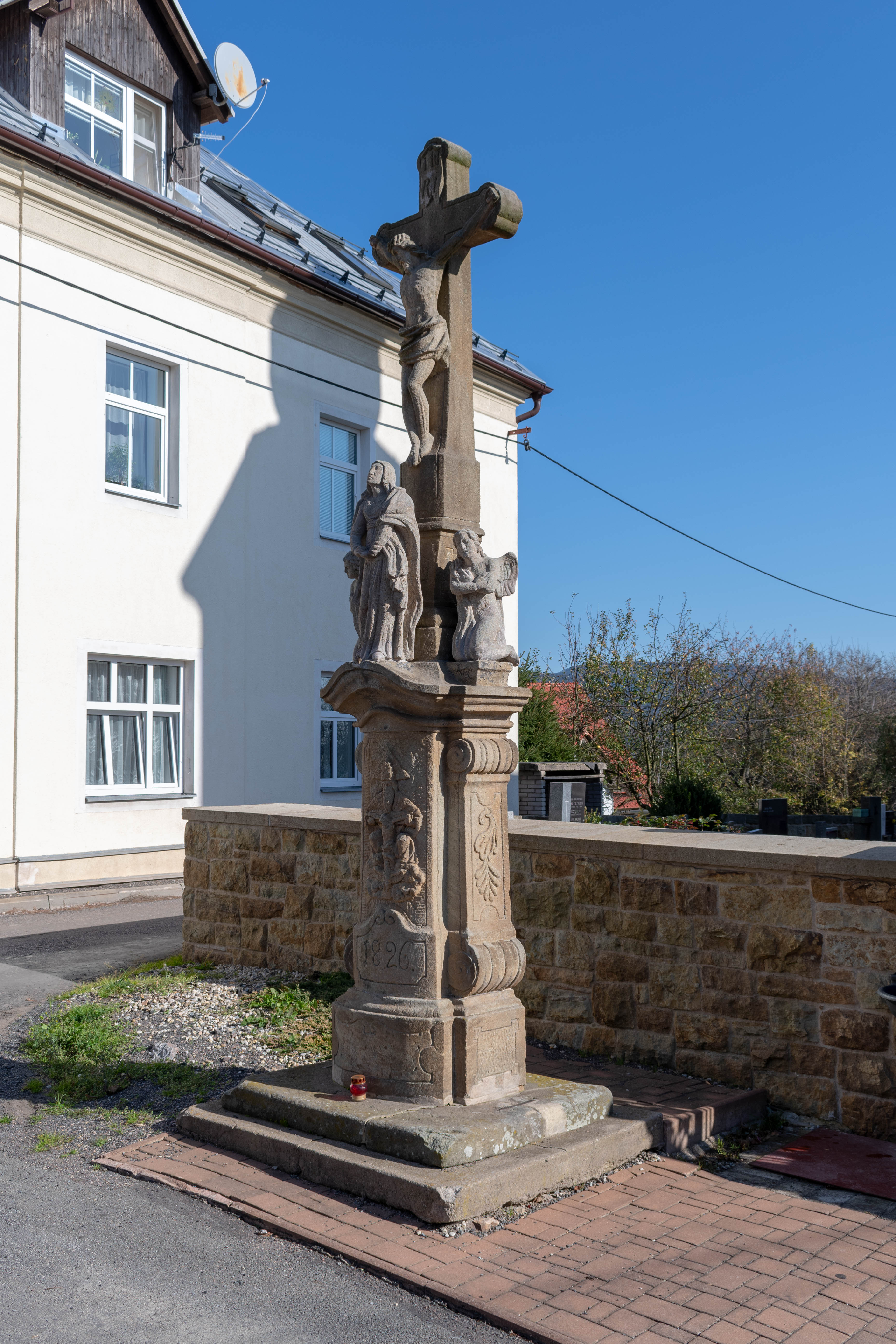
Kříž u kostela
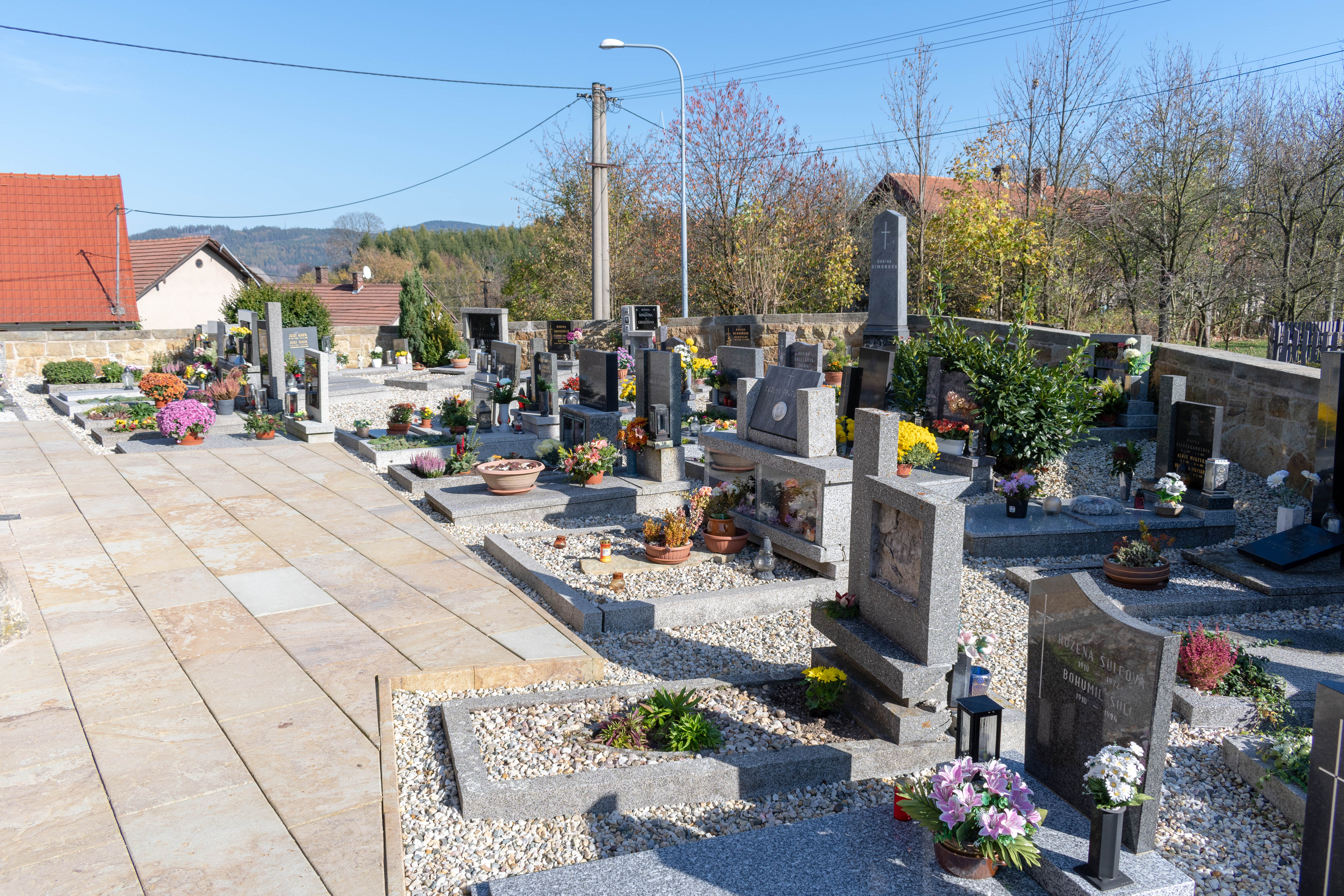
Hřbitov